# Lamborghini Gallardo
Lamborghini Gallardo (/ɡaɪˈjɑrdoʊ/; italiană: [ɡaʎˈʎardo]) este o mașină sport construită de Lamborghini din 2003 până în 2013. Este cel mai bine vândut model Lamborghini cu 14.022 de bucăți fabricate în cursul timpului.